# ذو الذيل المشعر
ذو الذيل المُشَعَّر (الاسم العلمي: Lasiurus)، جنس خفافيش يضم الخفافيش ذات الذيل المشعر. الاسم العلمي مشتق من اليونانية، lasios (المُشعر) وoura (الذيل). أعطانه في أمريكا الشمالية.